# 中華民國駐厄瓜多大使列表
本列表為中華民國駐厄瓜多共和國歷任大使與代表名錄。兩國已無正式外交關係。

## 無邦交時期

### 代表機構
1971年11月17日，厄瓜多與中華民國斷交。1974年10月17日，中華民國於厄瓜多第1大城設立駐厄瓜多瓜亞基爾臺灣領務代理處。1977年4月12日，於首都基多設立具大使館功能的中華民國駐厄瓜多商務處，是首個在非邦交國使用中華民國國號的駐外機構。5月1日，臺灣領務代理處則更名為駐惠夜基分處（。於1998年10月31日關閉）。
2017年6月27日，中華民國外交部表示受厄瓜多政府片面要求，原中華民國駐厄瓜多商務處已更名為臺北駐厄瓜多商務處（Oficina Comercial de Taipei）。

### 歷任代表（1977年至今）
| 姓名   | 任命           | 到任               | 免職           | 離任           | 外交銜級 對外名義 | 外交職務 本職職務                | 備註                                       | 備註 |
| ------ | -------------- | ------------------ | -------------- | -------------- | ----------------- | -------------------------------- | ------------------------------------------ | ---- |
| 國剛   | 1977年4月12日  | 1977年4月17日      | 1987年8月25日  | 1987年11月6日  | 主任              | 主任                             |                                            |      |
| 周君   | 1987年8月25日  | 1987年10月19日     | 1991年4月24日  | 1991年7月10日  | 代表              | 代表                             |                                            |      |
| 王旭晨 | 1991年4月24日  | 1991年6月26日      | 1994年3月10日  | 1994年5月22日  | 代表              | 代表                             |                                            |      |
| 丁珂   | 1994年3月10日  | 1994年5月14日      |                | 1997年         | 代表              | 代表                             |                                            |      |
| 蔡德三 |                | 1997年             |                | 1998年         | 代表              | 代表                             |                                            |      |
| 吳慶堂 |                | 1998年12月24日宣誓 |                | 2001年10月15日 | 代表              | 代表                             |                                            |      |
| 何宗雄 |                | 2001年10月15日     | 2004年10月26日 | 2004年12月28日 | 代表              | 副代表                           |                                            |      |
| 吳進木 | 2004年10月26日 | 2005年1月4日       | 2007年5月3日   | 2007年6月24日  | 代表              | 副代表                           |                                            |      |
| 邢瀛輝 | 2007年11月12日 | 2008年1月15日      | 2011年3月14日  | 2011年6月      | 代表              | 代表                             |                                            |      |
| 莊哲銘 |                | 2011年6月13日      | 2014年11月2日  | 2014年12月     | 代表              | 副代表 特命全權公使 特命全權大使 | 2012年9月1日改公使銜 2014年7月10日升任大使 |      |
| 謝妙宏 | 2014年11月2日  | 2015年1月15日      | 2016年9月1日   | 2016年10月     | 代表              | 特命全權公使                     |                                            |      |
| 鄭力城 | 2016年9月1日   | 2016年10月31日     |                | 2019年9月      | 代表              | 特命全權公使                     |                                            |      |
| 莊輝恩 |                | 2019年9月18日      |                | 2023年9月      | 代表              | 特命全權公使                     |                                            |      |
| 廖鴻達 |                | 2023年9月22日      |                | 現任           | 代表              | 特命全權公使                     |                                            |      |

## 外部連結
- 臺北駐厄瓜多商務處（Facebook）